# Cardiophorus syriacus
Cardiophorus syriacus is een keversoort uit de familie van de kniptorren (Elateridae).  De wetenschappelijke naam is gepubliceerd in 1758 door Linnaeus in de tiende editie van Systema naturae.